# 外滩金融创新试验区
外滩金融创新试验区，是2013年7月上海市正式启动的一项金融发展项目。规划总占地面积2.6平方公里，沿苏州河-黄浦江-陆家浜路-中华路的外滩金融聚集带，提出与陆家嘴错位互补、协同发展的功能定位。该区域重要的是打造互联网金融集聚区；支持各类信息技术公司和互联网企业发起或参与设立创新型互联网金融服务企业；支持互联网企业和银行、保险、证券等机构的融合与嫁接；支持利用云计算、大数据等资源和平台。